# Anisodes palingenes
Anisodes palingenes là một loài bướm đêm trong họ Geometridae.